# Saint-Martin-la-Rivière
Saint-Martin-la-Rivière ist ein Ortsteil von Valdivienne und eine ehemalige französische Gemeinde im Département Vienne in der Region Nouvelle-Aquitaine.

## Geschichte
Im Jahr 1969 wurde die Gemeinde Valdivienne durch den Zusammenschluss der Kommunen Morthemer, Salles-en-Toulon und Saint-Martin-la-Rivière gebildet. Im Jahr 1974 kam die ehemals selbständige Gemeinde La Chapelle-Morthemer hinzu.

## Sehenswürdigkeiten
- Kapelle aus dem 17. Jahrhundert
- Kirche St-Martin aus dem 19. Jahrhundert
- Befestigter Bauernhof aus dem 17./18. Jahrhundert